# Wohnhaus Neustadtstraße 32 (Calvörde)
Das Wohnhaus Neustadtstraße 32 in Calvörde  steht unter Denkmalschutz.

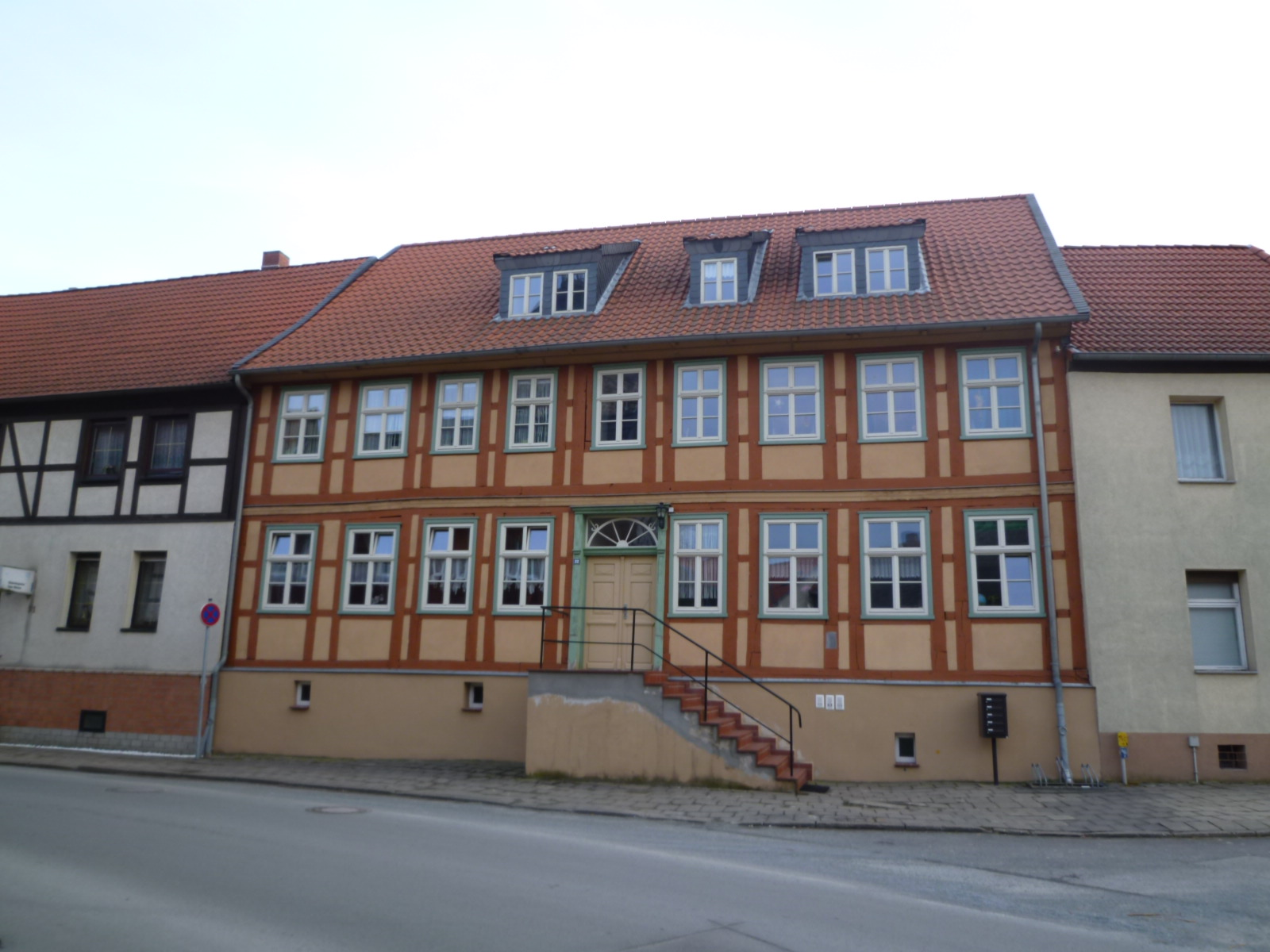
Das Wohnhaus in der Neustadtstraße 32 (2011)

## Lage, Beschreibung und Geschichte
Das Wohnhaus befindet sich direkt südlich vom Calvörder Marktplatz und steht an der Straßeneinmündung vom Am Markt bzw. Gänsemarkt in die Neustadtstraße. Dieser dominante zweistöckige Fachwerkbau entstand um das Jahr 1800. Die original erhaltene Haustür ist über eine Freitreppe erreichbar. 
Das Wohnhaus wurde von Grund auf saniert und diente zwischenzeitlich der Polizei des Ohrekreises als Außenstelle. Später wurde die Wohnfläche in mehrere kleine Mietwohnungen unterteilt.